# Змии охлювичари
Змиите охлювичари (Sibon) са род влечуги от семейство Смокообразни (Colubridae).
Таксонът е описан за пръв път от австрийския зоолог Леполод Фицингер през 1826 година.

## Видове
- Sibon annulatus
- Sibon annulifera
- Sibon anthracops
- Sibon argus
- Sibon ayerbeorum
- Sibon bevridgelyi
- Sibon carri
- Sibon dimidiatus
- Sibon dunni
- Sibon fasciatus
- Sibon fischeri
- Sibon lamari
- Sibon linearis
- Sibon longifrenis
- Sibon manzanaresi
- Sibon merendonensis
- Sibon miskitus
- Sibon nebulatus
- Sibon noalamina
- Sibon perissostichon
- Sibon sanniolus